# Erik Keedus
Erik Keedus, né le 27 avril 1990, à Tallinn, en République socialiste soviétique d'Estonie, est un joueur estonien de basket-ball. Il évolue au poste d'arrière.